# سو هیانگ-سون
سو هیانگ-سون (انگلیسی: Seo Hyang-soon؛ زادهٔ ۸ ژوئیهٔ ۱۹۶۷) کماندار اهل کره جنوبی است.